# Liebe am Don

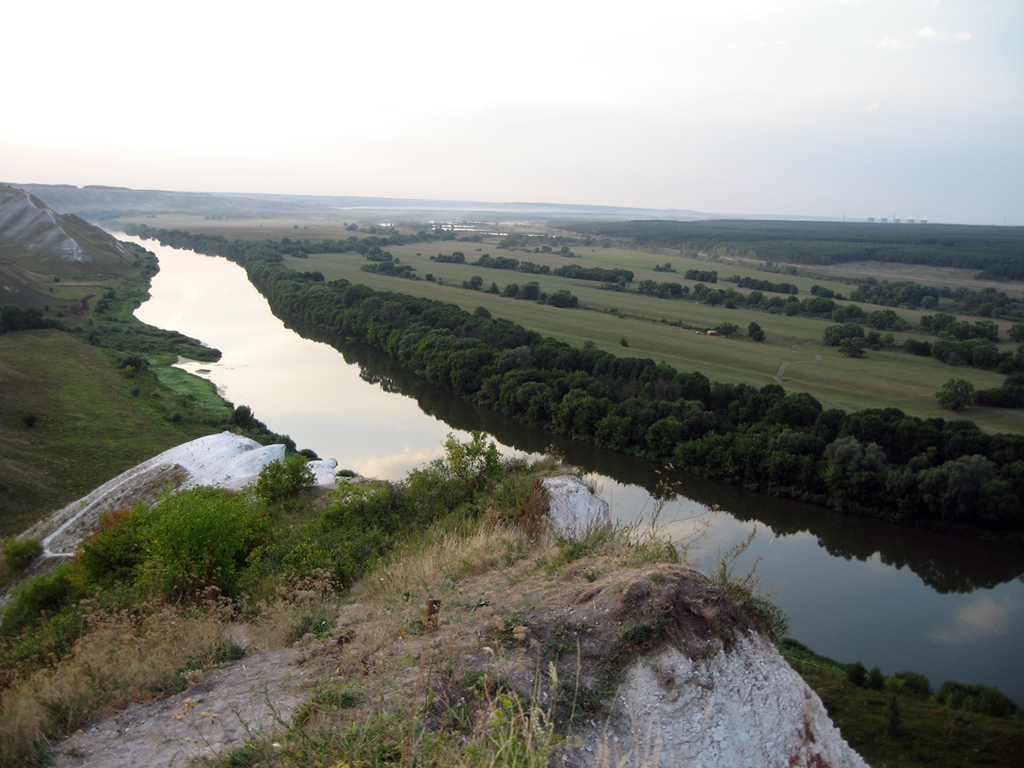
Flusslandschaft des Don

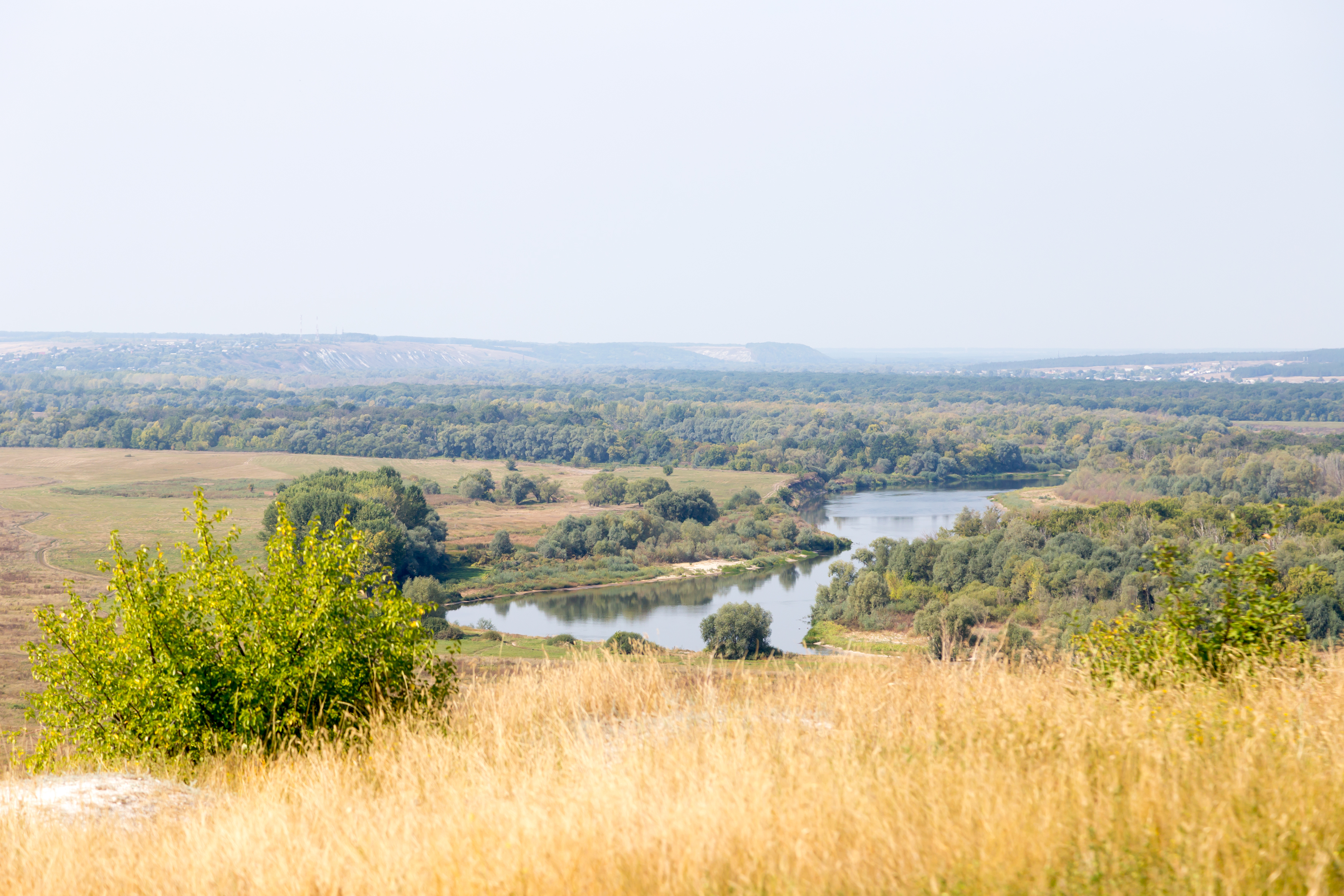
Bild auf den Flusslauf des Don

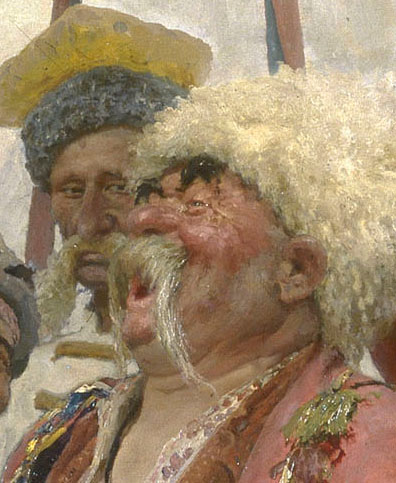
Bild der Saporoger Kosaken

Liebe am Don ist ein Liebesroman in 39 Kapiteln von Heinz G. Konsalik aus dem Jahr 1970, der in der Sowjetunion spielt.

## Klappentext
Eberhard Bodmar, ein deutscher Journalist, darf auf den Spuren der ehemaligen deutschen sechsten Armee das Land zwischen Wolga und Don bereisen. Aber schon nach seinen ersten Schritten auf russischer Erde spürt er, dass dieses Land ihn ergreifen, ja aufsaugen wird…
Da ist Jelena, die Dolmetscherin, ebenso schnell in ihn verliebt wie er in sie; da ist der Don mit den Steppen, den duftenden Kirschgärten und den Kosaken; und da ist endlich Njuscha, die blonde Kosakentochter, wild ungebändigt wie das Land. Ihre Liebe zu dem Deutschen zerstört ihre Welt und baut eine neue auf.

„Der Blitz schlug ein, als niemand in der Kirche war. Vater Ifan Matwejewitsch Lukin hatte im Garten gearbeitet und die Bohnen angehäufelt, als der Regen begann, ein völlig unplanmäßiger Regen in dieser Jahreszeit, in der alles grünte  und blühte und der schwere Duft des Wermutkrautes sich vermischte mit dem süßen Hauch der Kirschblüten, ein Odem, der über die Steppe schwebte und mit der Strömung des Flusses nach Süden getragen wurde. “

## Inhalt
Mit einer Sondergenehmigung des sowjetischen Innenministeriums gelangt der deutsche Journalist Eberhard Bodmar nach Moskau, um dort die Spuren der 6. Armee, mit der auch sein Vater bei Stalingrad unterging, zu verfolgen. Am Flughafen wird er von der hübschen Dolmetscherin Jelena Antonowna abgeholt, die sich sofort in ihn verliebt. Bodmar ahnt jedoch nicht, dass Jelena ihn ununterbrochen für den KGB überwacht. Bodmar ist der Faszination dieses Landes zwischen Don und Wolga schnell erlegen, er fühlt sich gefangen von der einfachen Schönheit der weiten Steppe und der Unendlichkeit des strahlenden Himmels. Als Bodmar auf die wilde Schöne Njuscha trifft, eine temperamentvolle Kosakentochter, die nur den Gesetzen der Natur gehorcht, entwickelt sich eine Liebe, die Grenzen überschreitet und kein Zurück mehr kennt.

### Handlung
Eberhard Bodmar, ein Journalist aus Köln, erhält die Genehmigung, die Spuren und den Weg der 6. Armee, die 1943 in der Kesselschlacht von Stalingrad unterging, nach mehr als fünfundzwanzig Jahren nach Kriegsende, zu dokumentieren. Sein persönliches Motiv ist das Schicksal seines Vaters, Hans Bodmar, der damals in Stalingrad fiel. Der Presseattaché der Deutschen Botschaft in Moskau ist verwundert über die weitreichende Sondergenehmigung Bodmars, umso mehr als sie sich noch im Spannungszustand zwischen Osten und Westen während des Kalten Krieges befinden. Das Ziel von Bodmars Reise, die über Tula, Woronesch und den Großen Don-Bogen führen soll, ist Wolgograd, das damalige Stalingrad. Ihm wird die junge und attraktive Dolmetscherin Jelena Antonowna zur Seite gestellt. Jelena ist zur Tarnung bei Intourist beschäftigt, arbeitet in Wahrheit jedoch für den KGB. Zwischen beiden kommt es wiederholt zu erotischen Spannungen und einer unerwiderten Liebe, die damit endet, dass Jelena sich brüskiert von ihm abwendet. In der Nacht vor Bodmars Abreise im Hotel „Ukraina“ kommt es zu einem Mord an einem Diplomingenieur. Der Deutsche wird irrtümlich mit diesem Mordfall in Verbindung gebracht. Schließlich können Bodmar und Jelena ihre Reise beginnen. Ihre erste Station ist Tula, wo sie eine Autopanne haben. Die beiden küssen sich leidenschaftlich mitten auf der Straße und erregen dadurch die Aufmerksamkeit von Anton Talinkow, ein übergewichtiger Industrieller. Zunächst kommt es zu einer Auseinandersetzung zwischen Bodmar und Talinkow, doch dann beschließt der mächtige Mann, die beiden mit nach Hause zu nehmen. Widerwillig folgen sie seiner Einladung. Nachdem sie ihm Avancen gemacht hat, wartet Jelena eine Zeitlang in der Dusche auf Bodmar, der jedoch nicht erscheint. Talinkow betäubt die beiden mit einem Kräutercocktail und will sich dann über Jelena hermachen. Noch bevor er die Vergewaltigung vollziehen kann, erleidet er einen Schlaganfall. Nachdem Talinkow von einem Krankenwagen abgeholt wird, können beide von seiner Datscha fliehen.
Der zweite Handlungsstrang beginnt mit dem Schicksal der schönen Njuscha, Tochter des Dorfsowjets von Perjekopsskaja, einem (fiktiven) Dorf am Ufer des Don. Njuscha ist dem gewalttätigen Granja versprochen worden und hat ihn bereits einmal während einer seiner Annäherungen verletzt. Dennoch muss sie ihrem Vater nachgeben und wird dem verhassten Granja als Ehefrau versprochen. Bodmar kann Njuscha auf dem Don retten, wo sie mit ihrem Boot beinahe untergeht. Die beiden verlieben sich ineinander und seitdem ist Njuscha Jelenas Feindin, denn beide Frauen kämpfen um denselben Mann. Jelena beobachtet, wie Bodmar und Njuscha Geschlechtsverkehr in einem Birkenwäldchen haben, und schwört ihrer Widersacherin seitdem grausame Rache. Zunächst soll es nach traditioneller Kosakenart zu einem verbotenen Zweikampf zwischen dem in seiner Ehre gekränkten Granja und Bodmar kommen. Njuscha kann diesen abwenden, indem sie Granja eröffnet, dass sie keine Jungfrau mehr sei und Sex mit dem Deutschen hatte. Granja ist zutiefst verletzt, lehnt sein Recht auf Satisfaktion ab, da er die „befleckte“ Njuscha jetzt nicht mehr will. Auch zwischen den beiden Frauen kommt es zu einem entscheidenden Duell. In einer Nacht kämpfen sie nackt und leidenschaftlich um den Mann, den beide lieben. Dabei wird Jelena verletzt. Eberhard ist schockiert über das kompromisslose Verhalten der beiden, deren „animalische Natur“ hervorbricht. Die besiegte Jelena kann die Schmach nicht vergessen, die ihr angetan wurde. Eines Nachts lauert sie der badenden Njuscha am Don auf und versucht, sie zu ertränken. Auch dieses Mal geht Njuscha als Siegerin hervor und tötet Jelena aus Selbstwehr. Sie trägt ihre tote Rivalin in die Hütte ihres Vaters und gesteht ihrer Familie, sie getötet zu haben. Bei der Untersuchung der Leiche finden sie ein Dokument, das darauf hinweist, dass Jelena für den KGB gearbeitet hat. Bodmar erinnert sich, dass Jelena in bestimmten Abständen regelmäßig Telefonate mit Moskau führte und dass ihr Verschwinden nicht lange unbemerkt bleiben wird. Njuscha und Bodmar fliehen nach Wolgograd. Sie entschließen sich, von dort aus ein fingiertes Telegramm von Jelena abzuschicken, um den KGB auf eine falsche Fährte zu locken. Major Tumow entdeckt jedoch den Schwindel und reist mit einer Milizeinheit selbst nach Perjekopsskaja, um die verdächtigte Angelegenheit zu untersuchen. Njuschas Vater Dimitri schwört das ganze Dorf darauf ein, dem KGB zu erzählen, Jelena und Eberhard seien nach Wolgograd abgereist. Die Existenz seiner Tochter soll dabei auf gar keinen Fall erwähnt werden. Vorher hatten sie Jelena in einem kleinen Waldstück beerdigt und den Wagen vom Typ Moskwitsch, mit dem Bodmar und Jelena nach Perjekopsskaja reisten, im Don versenkt. Tumow nimmt Dimitri ins Verhör, kann dem Kosaken die Wahrheit jedoch nicht entlocken. Da eröffnet ihm Granja, voller Hass gegen Njuscha, dass sie mit dem Deutschen geschlafen und ihn dabei betrogen hätte. Diese Aussage bewegt Tumow dazu, Dimitri zu verhaften und in Wolgograd weiter zu verhören. In einem unterirdischen Verlies des KGB wird Kolzow so lange ausgepeitscht, bis sein Herz die starken Schmerzen nicht mehr aushält und er an den Qualen stirbt. Dennoch hat er seine Tochter Njuscha nicht verraten. Der Major geht jetzt davon aus, dass Jelena ermordet wurde. Auch Granja wird abgeholt. Anstatt seinen Lohn für den Verrat zu erhalten, wird er in einem Keller gefoltert und am nächsten Tag von der Dorfversammlung zum Tode verurteilt. Er wird betrunken gemacht, erschossen und seine Leiche wird schließlich nach Kosakenart auf ein Floß gebunden, welches den Don zum Asowschen Meer heruntertreibt.
Njuscha und Eberhard kommen in Wolgograd an. Sie wollen sich dort eine neue Existenz aufbauen, scheitern aber schon bei der Wohnungssuche an der Behördenbürokratie. Eberhard hat keinen russischen Pass und muss daher unerkannt in der Illegalität leben. Er gibt sich als Don-Kosake aus. Außerdem bekommt er Zweifel an der Sinnhaftigkeit seines Tuns. Er hat sein sicheres Leben in Deutschland aufgegeben, um mit der schönen Njuscha ein neues, unsicheres Leben in Russland aufzubauen. Njuscha gelingt es, ihnen beiden einen Schlafplatz zur Untermiete in der Wohnung der Familie Volkow zu besorgen. Zur Tarnung gibt sie der Familienvater Arkadij Volkow als entfernte Verwandte aus. Er gibt Eberhard ein Empfehlungsschreiben mit, mit dessen Hilfe es ihm gelingt, Angestellter des Totengräbers Borja Ferapontowisch zu werden. Zur gleichen Zeit bekommt Njuscha eine Arbeit als Leichenwäscherin im Krankenhaus. Währenddessen rücken KGB und Miliz erneut in Perjekopsskaja ein, um den Druck auf die verstockten Dorfbewohner zu erhöhen. Tumow stellt das Dorf vor ein Ultimatum und lässt, um seinen Worten Nachdruck zu verleihen, eine Hütte anzünden. Doch die Kosaken bleiben bei ihrer Version der Ereignisse. Tumow berichtet seinem Vorgesetzten Rossoskij von den ergebnislosen Ermittlungen im Fall Jelena Antonowna. Rososskij hält Eberhard Bodmar für einen Doppelmörder, der sowohl Jelena als auch Grischa getötet hat. Die Nachrichtenagentur TASS verbreitet diese Verdächtigung als Tatsache mit der Schlagzeile „Gastfreundschaft wird mit Mord belohnt“ in allen Medien und es kommt zu einem größeren Politskandal, der vor allem in der Deutschen Botschaft in Moskau für Wirbel sorgt. Außerdem wird Bodmar als Geheimagent des Westens verdächtigt.
Njuscha erkennt unter den Leichen, die sie waschen soll, ihren eigenen Vater Kolzow. Sie verhindert, dass sein Leichnam Anatomiestudenten als Sezierobjekt dient und lässt ihn an einem geheimen Ort beerdigen. Am Grabe ihres Vaters schwört sie Rache. In Perjekopsskaja wird eine Totenfeier zu Ehren von Kolzows abgehalten und ihm ein Denkmal errichtet. Tumow fliegt kurz danach mit dem Hubschrauber ein und will mit allen Mitteln verhindern, dass Kolzow zum Märtyrer erklärt wird. Die Dorfbewohner besteigen ihre Pferde und erklären ihm als stolze Kosaken den offenen Krieg.
Njuscha setzt in Wolgograd ihre Rachepläne in die Tat um und lässt sich nackt (ohne Kopf) fotografieren. Das verführerische Bild schickt sie Major Tumow zu. In einem beigefügten Brief schreibt sie, dass sie sich nach einem heimlichen Treffen mit ihm sehnt. Der sexuell erregte Mann fährt zum Friedhof und begegnet Njuscha, die sich als Kolzows Tochter zu erkennen gibt. In diesem Moment wird Tumow von Borja mit einem Spaten erschlagen. Tumows Dienststelle bemerkt die Abwesenheit des Majors relativ schnell und als sein Dienstwagen in der Nähe des Stahlwerkes „Roter Oktober“ aufgefunden wird, geht man von einem Verbrechen aus. Daraufhin wird Perjekopsskaja abermals von einer Kompanie Milizionäre besetzt. Rossoskij findet das Aktbild Njuschas und lässt mithilfe der Wolgograder Prawda nach der unbekannten Frau suchen, die mit dem Verschwinden Tumows in Verbindung gebracht wird. Der Fotograf, der die Aufnahme gemacht hat, reist aus Angst vor Verfolgung nach Rostow ab.
Borja macht zusammen mit Eberhard und Njuscha einen Ausflug zum Flughafen Pitomnik. Aus Pitomnik stammte der letzte Brief seines Vaters aus dem Kessel von Stalingrad. Er berichtet von der sogenannten „Todesstraße von Pitomnik“ und den 18.000 Wehrmachtssoldaten, die dort damals umkamen. Borja bekräftigt nochmals, dass er den damaligen Gegner abgrundtief hasst und es niemals vergessen kann, was die Deutschen damals seinem Land angetan hatten. In Perjekopsskaja eskaliert die Situation. Zwischen der Militärkolonne, die in die Ortschaft einrücken will und den 900 berittenen Kosaken, die ihre Freiheit verteidigen wollen, kommt es zu bedrohlichen Situationen, die beinahe in einen offenen Konflikt, einem „Bruderkrieg am Don gegen die Rote Armee“, ausarten. Die Konfrontation wird zu einem Politikum.
In Wolgograd kommt es zu einem Fährunglück auf der Wolga, bei dem über 50 Personen tödlich verunglücken. Bodmar erhält den Auftrag, zusammen mit Borja, die vielen Toten zu versorgen. Im Hotel „Intour“ begegnet er Heppenrath, dem Reiseleiter einer Touristengruppe aus der DDR. Heppenrath bietet Bodmar an, aus Russland zu fliehen, was dieser jedoch ablehnt, da er Russland als seine Heimat sieht und Njuscha niemals verlassen würde. Er bittet Heppenrath einen Brief mit nach Deutschland zu nehmen, der an seine Kollegen in der Kölner Redaktion gerichtet ist. Sie sollen sich keine Sorgen machen. „Der verrückte Kerl ist glücklich.“ Wieder zurück in Deutschland, nimmt Heppenrath Kontakt mit dem Außenministerium auf und berichtet, dass ihm der vermisste Bodmar in Wolgograd begegnet sei.
Inzwischen stirbt der Großvater der Volkows. Sein Herz hatte die große Erregung nicht verwunden, welche Njuschas Aktfoto in einem Zeitungsausschnitt in der Wolgograder Prawda ausgelöst hat. Bodmar wird vom Friedhofsinspekteur aufgrund seiner guten Arbeitsleistung zum Leichenhallenwärter und Hinterbliebenenbetreuer befördert. In München-Pullach, in der Abteilung „Abwehr Ost“ des BND planen Generalmajor Richard Bollweiß und sein Stellvertreter, Oberst Alf von Braun, das Einschleusen eines ihrer Top-Agenten durch das Austauschen der Identität von Eberhard Bodmar in die UdSSR. Peter Kallberg alias Fjodor Alexejewitsch Prikow soll dort anstelle von Bodmar ein Netzwerk aus Agenten aufbauen. Also wird Bodmar offiziell für vermisst erklärt. Rossoskij ist weiterhin auf der Suche nach Njuscha. Er kann den Fotografen identifizieren, welcher seinerzeit das Aktfoto geschossen hatte, um Tumow in eine Falle zu locken. Der KGB-Offizier konfrontiert Evtimia mit dem Aktfoto ihrer Tochter, kann sie aber zu keinem Bekenntnis überreden. Der Fotograf erkennt Njuscha auf einem Bild zusammen mit Bodmar auf einem Wolgaausflugsdampfer und meldet dieses Rossoskij. Jetzt haben sie den endgültigen Beweis, dass Bodmar und Njuscha unerkannt in Wolgograd leben. Er kommt auch zum Schluss, dass beide Jelena und Major Tumow getötet haben müssen. Das Foto der beiden wird in der Wolgograd Prawda veröffentlicht. Bei Hinweisen, die zu einer Ergreifung der beiden führen, ist eine Belohnung von 500 Rubel ausgesetzt. Bodmar und Njuscha sehen sich daher gezwungen, Borja ihre Geschichte zu gestehen. Borja, ein Veteran der Stalingradschlacht ist zunächst außer sich und dann von Bodmar schwer enttäuscht, da dieser sich als verhasster Deutscher ausgibt. Doch die Liebe zu seinem Ziehsohn ist stärker und er ermöglicht den beiden, sich vor der Polizei tagsüber in einer Gruft zu verstecken. Eberhard und Njuscha planen ihre Zukunft. Sie wissen, dass ein weiterer Aufenthalt in Wolgograd unmöglich ist und denken daran, sich eine neue Existenz in der Einsamkeit und Weitläufigkeit der sibirischen Taiga zu suchen. Doch dann tut Eberhard diesen Gedanken als unrealistisch ab.
Dann trifft erneut eine deutsche Reisegesellschaft in Wolgograd ein, unter ihnen Peter Kallberg. Heppenrath arrangiert ein geheimes Treffen auf dem Ehrenmal des Mamajew-Hügels zwischen Kallberg und Bodmar. Kallberg bietet Eberhard seine Identität und die Möglichkeit einer unerkannten Ausreise nach Deutschland an. Bodmar lehnt ab, als er erfährt, dass Njuscha davon ausgeschlossen ist.
Evtimia stirbt in ihrem Heimatdorf Perjekopsskaja. Die Dorfbewohner beschließen, ihre Tochter über eine chiffrierte Zeitungsanzeige, davon in Kenntnis zu setzen und ihr die Möglichkeit zu bieten, ihr die letzte Ehre zu erweisen. Bodmar und Njuscha reisen mit verändertem Äußeren gemeinsam nach Perjekopsskaja, wo sie sich von ihrer toten Mutter verabschieden kann. Dann kehren sie nach Wolgograd zurück. Kallberg sucht Bodmar auf dem Friedhof auf, um ihn noch einmal mit Nachdruck zur Rückkehr nach Deutschland zu bewegen. Njuscha erkennt, dass es für ihren Geliebten keinen Ausweg mehr gibt und verlässt ihn daher in einer Nacht. Bodmar erkennt, dass es keinen Sinn mehr macht, nach Njuscha zu suchen und besteigt als Peter Kallberg das Flugzeug nach München. Njuscha hatte ihm einen Abschiedsbrief mitgegeben, in dem sie ihn eröffnet, dass er Vater einer Tochter wird.

### Figuren
- Eberhard Bodmar – dt. Journalist. Bodmar ist Protagonist der Geschichte. Er ist jung und gut aussehend. Sowohl Jelena als auch Njuscha verlieben sich in den Deutschen und kämpfen um seine Liebe. Ein Zweikampf, der tödlich endet.
- Dimitri Grigorjewitsch Kolzow – Dorfsowjet von Perjekopsskaja. Dimitri ist Njuschas Vater. Er nimmt Bodmar in seinem Haus als Gast auf und muss später für die Tat seiner Tochter bezahlen.
- Njuscha Dimitrowa Kolzowa – Dimitris Tochter. Njuscha wird Granja versprochen, verweigert sich aber seiner aufdringlichen Zuneigung. Njuscha verliebt sich in Bodmar und ist bereit, für ihn ihr altes Leben aufzugeben.
- Granja Nikolajewitsch Warwarink – Njuschas Verlobter. Granja ist grausam und rachsüchtig. Nachdem Njuscha ihn abgewiesen und ihn dazu noch körperlich gezüchtigt hat, sinnt er auf Vergeltung.
- Jelena Antonowna Dobronina – Dolmetscherin. Jelena ist ein junges, attraktives Mädchen. Sie arbeitet außerdem als Geheimagentin für den KGB und hat den Auftrag erhalten, Bodmar zu überwachen. Auf ihrer Reise nach Südrussland verliebt sie sich in den Journalisten und muss gegen ihre Nebenbuhlerin Njuscha konkurrieren.
- Russlan Dementijewitsch Gorlowka – ermordeter Agent. Gorlowka wird im selben Hotel „Ukraina“ ermordet, in dem auch Bodmar übernachtet. Der Verdacht fällt auf den Deutschen.
- Boris Grigorjewitsch Tumow – KGB-Major. Tumow gilt als kalter und grausamer Mensch. Er führt die Ermittlungen im Mordfall Gorlowka und taucht während des Verschwindens Jelenas wieder auf.
- Anton Antonowitsch Talinkow – Direktor einer Sockenwirkerei bei Tula. Talinkow ist ein weiterer Antagonist der Geschichte. Der Industrielle führt in der kommunistischen UdSSR das Leben eines Bojaren. Er missbraucht seine Machtstellung und lädt Bodmar und Jelena auf seine Datscha ein. Er flößt seinen Gästen ein pflanzliches Betäubungsmittel[5] ein, um Jelena vergewaltigen zu können. Der Plan misslingt, Jelena wehrt sich und Talinkow erleidet bei dem Gerangel einen Schlaganfall.
- Ifan Matwejewitsch Lukin – Pope von Perjekopsskaja. Lukin ist in Perjekopsskaja der Bewahrer der Ikonoklaste, des heiligen Wladimirs, dem Schutzpatron des Dorfes.
- Arkadij Volkow – Vermieter von Eberhard und Njuscha in Wolgograd
- Borja Ferapontowitsch – Totengräber und Vorgesetzter Eberhards. Er hilft Njuscha und erschlägt ihren Widersacher Major Tumow.

## Zitat
„Da sagt man dann kaltschnäuzig: Na was denn! So ein Trip nach Stalingrad, auf den Spuren der deutschen Armee, was ist das schon? Wir sind eine andere Generation, nüchtern, sachlich. Uns steht nicht gleich das Wasser in den Augen, wenn wir Namen nennen wie Minsk, Charkow, Terek, Großer Don-Bogen, Krim, Ladogasee, Ilmensee, Pripjetsümpfe, Orscha, Rshew. Stalingrad. Das waren unsere Väter…und jetzt sehen wir die Welt. Die Jugend, die Söhne der ‘Helden‘. Und wenn ich jetzt die Schlachtfelder von damals abfahren darf, so will ich die Augen verdammt offenhalten. Für unsere Väter war dieses Rußland das größte, einschneidendste, unvergeßlichste Erlebnis ihres Lebens, erkauft mit zehn Millionen Toten und dreißig Millionen Verwundeten. Wir sehen dieses Land anders! Wir werden den Krieg nicht wieder aufwärmen wie ein Brötchen am Sonntag..“

So stellt sich Bodmars Geisteshaltung dar, die er bei seiner Ankunft in Moskau noch hat und die sich aufgrund der Ereignisse im Verlauf der Geschichte jedoch radikal ändert.

## Thematik
Konsalik widmet „Liebe am Don“ seinem Vorbild, Michail Scholochow, dem Autor von Der stille Don, einem Roman der Weltliteratur, der 1965 mit dem Literatur-Nobelpreis ausgezeichnet wurde. Auch bei Konsalik wird detailliert auf Lebensweise, Gebräuche und Riten der Don-Kosaken eingegangen, welche in der postmodernen, stalinistischen Sowjetunion wie Relikte aus einer anderen Zeit erscheinen. Neben der Vergangenheitsbewältigung des Protagonisten Eberhard Bodmar, sind unerfüllte Liebe und Leidenschaft sowie Verrat Leitmotive der Geschichte. Eine definierte Prämisse ist nicht erkennbar.

## Rezeption und Kritik
Konsaliks eigene Erlebnisse an der Ostfront werden in zahlreichen seiner Romane wie z. B. "Das Herz der 6. Armee" oder "Die Rollbahn" verarbeitet. Das Mysterium Russland ist Gegenstand in "Himmel über Kasakstan", "Ninotschka", "Natascha", "Verdammte der Taiga", "Liebesnächte in der Taiga", "Liebe in St. Petersburg", "Die Tochter des Teufels", "Kosakenliebe" und „Liebe am Don“.
Harder führt Konsaliks „Liebe am Don“ als typisches Produkt der sozialen und historischen Konflikte an, die im Deutschland der 1960er Jahre vorherrschten. Der Autor setzt sich mit den Spätfolgen der Schlacht um Stalingrad für die nachfolgende Generation auseinander. Der Protagonist Eberhard Bodmar stellt später jedoch fest, dass es eine Utopie sei, Russland rationell und verstandesgemäß begreifen zu wollen.
Jörg Weigand geht sogar weiter und behauptet, dass das deutsche Leseverständnis von der „russischen Seele“ und der sprichwörtlichen „Weite der Landschaft Russlands“ sogar entscheidend von Konsalik geprägt wurde, der auch den Beinamen »Der Kölner mit der russischen Seele« trug.
Konsaliks Romane werden als reaktionär beschrieben. In „Liebe am Don“ verbindet er antikommunistische Propaganda mit reißerischer „Action“, Sex and Crime, die an die James-Bond-Filme angelehnt ist, welche in der gleichen Zeit entstanden.

## Ausgabe
- Heinz G. Konsalik: Liebe am Don, Hestia-Verlag, Bayreuth, Bastei Verlag Gustav H. Lübbe, Bergisch Gladbach, 1970 oder 1975, 400 Seiten, ISBN 3-404-00050-1